# 磐船大神社
磐船大神社（いわふねだいじんじゃ）は、大阪府南河内郡河南町平石にある神社。神木の栂（とが）にちなみ、栂の宮（とがのみや、「樛宮」とも書く）とも呼ばれる。境内には、舟の形をした岩が48個あるといわれており、磐船、浪石、燈明岩などの巨岩・奇岩を見ることができる。磐船神社ともいう。

## 祭神
- 饒速日命 外十柱
- 豊受大神 外五柱

## 由緒
- 旧事記天孫本記に「饒速日命（にぎはやひのみこと）十種のみたからを奉じ、天磐船に乗りて河内国河上の哮峰（たけるがみね）に天降り給う」とあり、これに由来すると思われ、古い時代は山を神体として崇めてきた。
- 江戸時代、高貴寺の慈雲が、葛城神道をひろめるにあたり、道場として社殿を建立した。
- 明治初年、神仏分離により、高貴寺と分離され、磐船大神社となった。

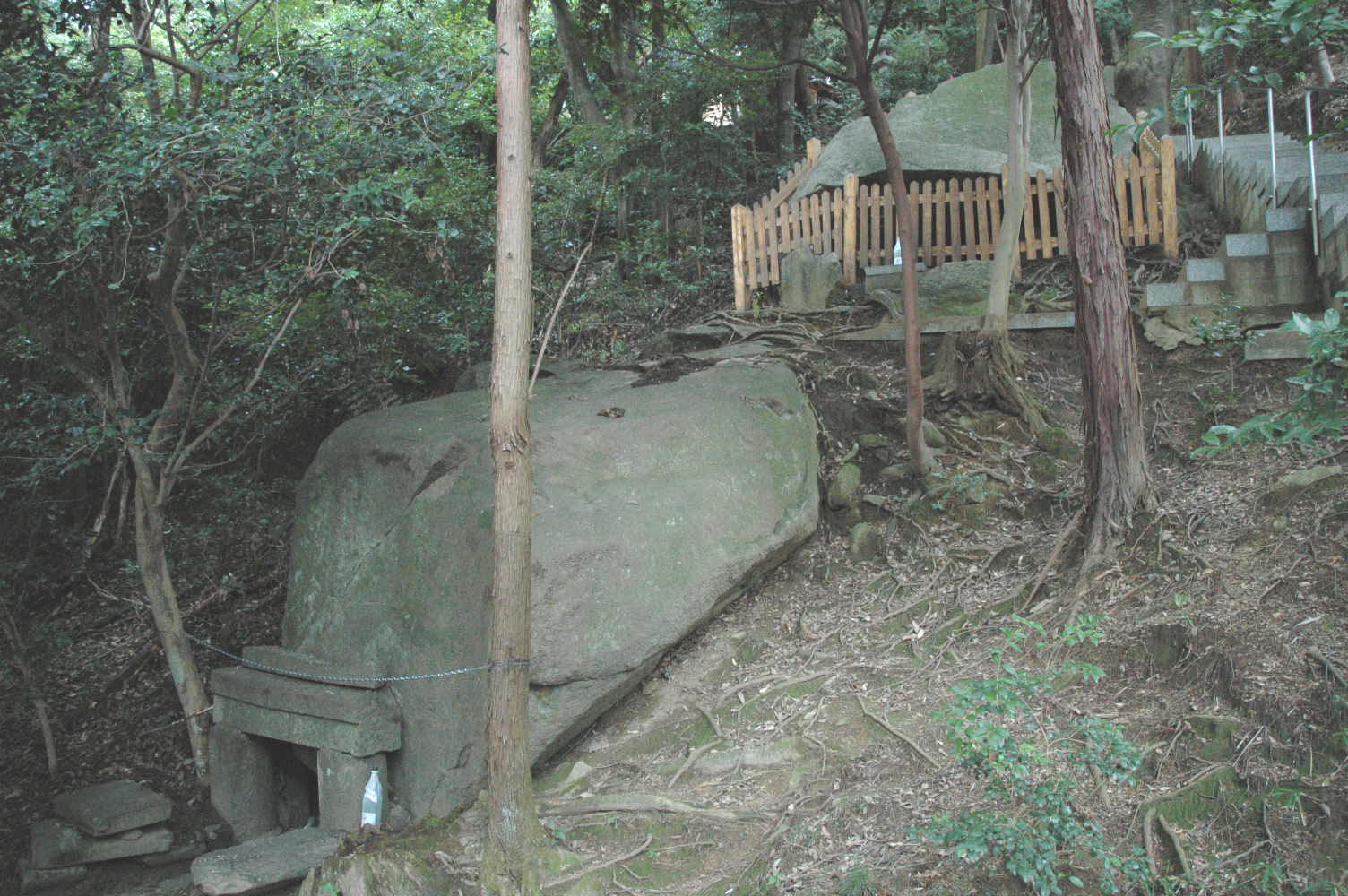
磐船